# Barycnemis guttulator
Barycnemis guttulator är en stekelart som först beskrevs av Carl Peter Thunberg 1822.  Barycnemis guttulator ingår i släktet Barycnemis och familjen brokparasitsteklar. Arten är reproducerande i Sverige. Inga underarter finns listade.